# قرية الكبره
تقع قرية الكبره في منطقة الريف الغربي لولاية سنار.
وتبعد حوالى 20 كيلومتر من مدينة سنار.
التعدإد السكانى حوالى 18 الف نسمة.
ويعتمد غالبية السكان على الزراعة المطرية والتجارة.
وبالرغم من موقعها الاستراتيجى والكثافة السكانية لا توجد بها مستشفى ولا يوجد طريق مسفلت يربط القرية بمدينة سنار.
.وتوجد بها ثلاث مدارس أساس ومدرسه ثانوية.
1. ↑  "مواطنو قرية الكبره يعترضون موكب والي سنار ويحطمون 3".